# Georg von Struve

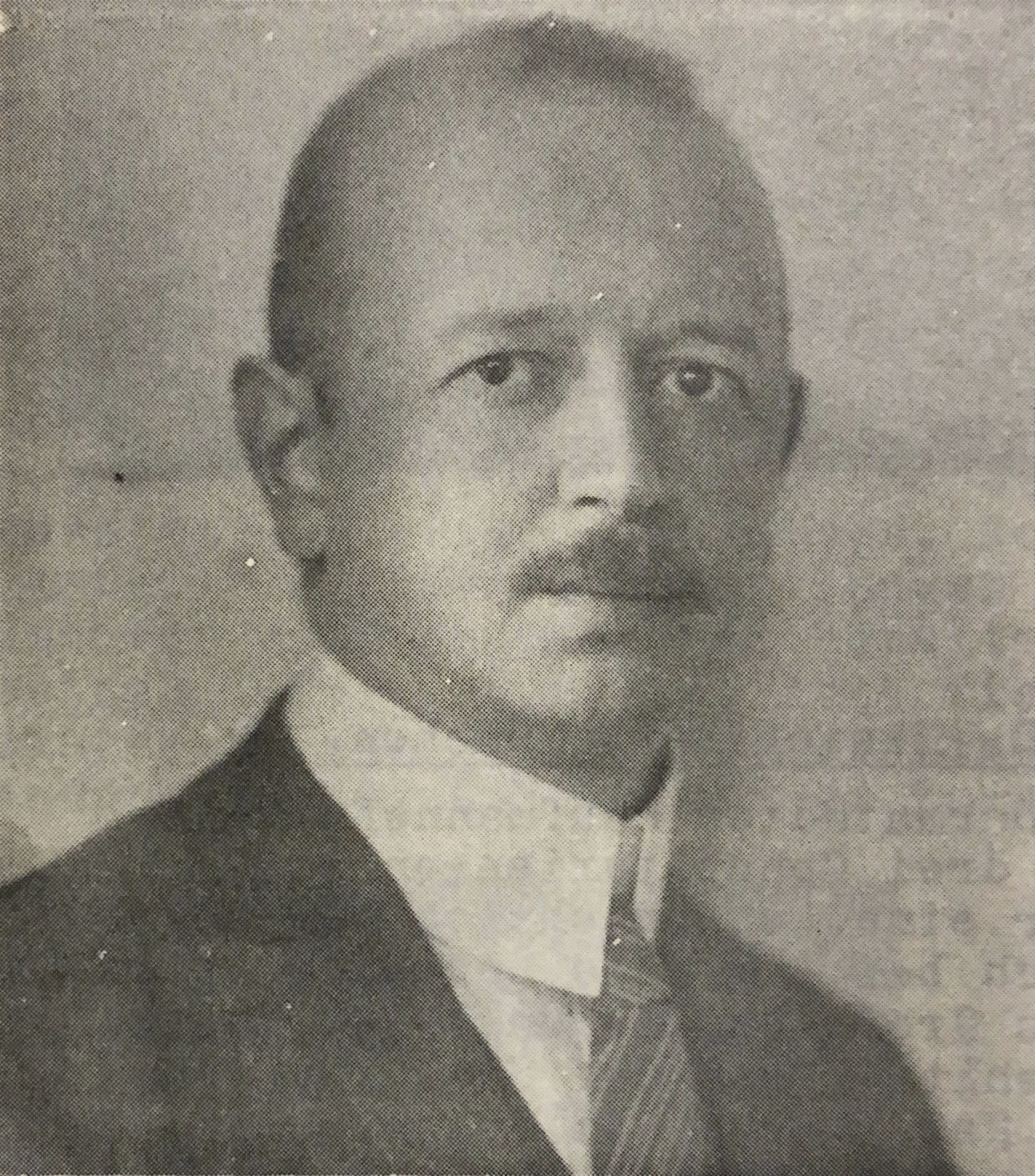
Georg Struve

Georg Otto Hermann von Struve (* 17. Dezemberjul. / 29. Dezember 1886greg. in Pulkowo bei Sankt Petersburg; † 10. Juni 1933 in Berlin) war ein deutsch-baltischer Astronom aus der bedeutenden Wissenschaftler-Dynastie. Er befasste sich vor allem mit Körpern des Sonnensystems, insbesondere mit Kometen und Kleinplaneten sowie dem System der Saturnringe und -monde.

## Leben
Struve war der Sohn des Astronomen Hermann von Struve. Ab 1905 studierte er Mathematik und Astronomie an der Universität Heidelberg. Hier trat er im Sommersemester 1905 der Verbindung Karlsruhensia bei. Struve setzte sein Studium an der Universität Berlin fort und beendete es dort 1910 erfolgreich mit einer Promotion.
Ab 1911 wirkte er als Assistent an der Sternwarte in Bonn, an der Berliner Sternwarte und an der Sternwarte Bergedorf bei Hamburg. Im darauffolgenden Jahr wurde Struve ständiger Mitarbeiter am Observatorium der kaiserlichen Marine in Wilhelmshaven. Während des Ersten Weltkrieges wurde er am Observatorium bis zum Korvettenkapitän befördert.
1919 ging er an die Sternwarte in Neubabelsberg, dem späteren Babelsberg und habilitierte sich 1924 zum Professor. Er bemühte sich besonders in der Forschungsarbeit an die Ergebnisse seines Vaters anzuknüpfen und diese zum Teil auch in bestimmten Teilen weiterzuführen. Es folgten ausgedehnte Studienreisen zu den Observatorien in Johannesburg (1926) und Chicago (Illinois) (1928). Während der Zeit in Neubabelsberg vertrat er offensiv konservative-nationalistische Positionen und war Vorsitzender der Ortsgruppe der Deutschnationalen Volkspartei. Im Alter von nur 47 Jahren verstarb Struve in Berlin.

## Werke (Auswahl)
- Die Darstellung der Pallasbahn durch die Gauss'sche Theorie für den Zeitraum 1803 bis 1910, Ebering Verlag Berlin 1910;
- Neue Elemente der inneren Saturnstrabanten : abgeleitet aus den in Washington und an der Yerkes-Sternwarte angestellten Beobachtungen 1903 - 1914, 1918;
- Zur Ringverschwindung des Saturn (1921, mit Ernst Bernewitz)
- Verfinsterungen der Jupitermonde I und II  (1921, mit Bernewitz)
- Beobachtungen von 562 Sternen am Meridiankreis in Wilhelmshaven (1922)
- Mikrometermessungen des Planeten Eros 1921-1922 am 65-cm-Refraktor in Berlin-Babelsberg (1922)
- Neue Untersuchungen im Saturnsystem Band 1: Die Bahn von Rhea, Ferdinand Dümmler Verlag Berlin 1924
- Durchmesserbestimmung des Planeten Venus; Sternbedeckung durch Venus (1924/25)
- Neue Untersuchungen im Saturnsystem Band 2 2: Die Beobachtungen der inneren Trabanten, Ferdinand Dümmler Verlag Berlin, 1926
- Beobachtungen von Kometen im Jahre 1925 ... 1927 ... 1930 (1926/28/31)
- Mikrometermessungen der Uranustrabanten Oberon und Titania (1928)
- Preliminary results of a comparison beatween visual and photographic observations of the satellites of Saturn, made in Johannesburg in 1926 (1928)
- Neue Untersuchungen im Saturnsystem Band 3: Die Beobachtungen in Johannesburg 1926 - 28, Ferdinand Dümmler Verlag Berlin 1929
- Visuelle Anhaltsterne 2. Ordnung für die Eros-Opposition 1930-31 (1930)
- Neue Untersuchungen im Saturnsystem Band 4: Die Systeme Mimas-Tethys und Enceladus-Dione, Ferdinand Dümmler Verlag Berlin 1930
- Mikrometermessungen von Eros ... und Pluto (1931)
- On the Astronomical Observing Conditions at Lick Observatory on Mount Hamilton, 1932
- Neue Untersuchungen im Saturnsystem Band 5: Die Beobachtungen der äusseren Trabanten und die Bahnen von Titan und Japetus, Ferdinand Dümmler Verlag Berlin 1933